# Наньчанское восстание
Наньчанское восстание (кит. трад. 南昌起義, упр. 南昌起义, пиньинь Nánchāng Qǐyì) — вооружённое выступление революционных частей гоминьдановской армии в городе Наньчан, организованное Компартией Китая 1 августа 1927 года в ответ на контрреволюционный переворот Ван Цзинвэя и Чан Кайши. Было поддержано рабочими дружинами и крестьянскими отрядами самообороны.
В восстании приняли участие более 20 тысяч солдат и офицеров частей под руководством Чжоу Эньлая, Чжу Дэ, Не Жунчжэня, Е Цзяньина, Линь Бяо, Чэнь И, Лю Бочэна, Хэ Луна и Е Тина. Непосредственное руководство восстания осуществлял Фронтовой комитет восстания (секретарь — Чжоу Эньлай). Генеральный штаб восстания занимал пятиэтажное здание «Цзянси Гранд Отеля» в средней части улицы Чжуншаньлу.
Рано утром 1 августа восставшие части с разных сторон атаковали Наньчан. Повстанцы разоружили гоминьдановский гарнизон Наньчана. Создан Революционный комитет Гоминьдана (кит. 中國國民黨革命委員會), в состав которого вошли 17 коммунистов (Чжоу Эньлай, Чжан Готао, Ли Лисань, Тань Пиншань, Чжу Дэ, Хэ Лун, Линь Боцюй, У Юйчжан, Не Жунчжэнь, Го Можо и другие) и 8 левых гоминьдановцев. Начальником штаба стал Лю Бочэн, начальником политотдела штаба — Жао Шуши, военным советником — Михаил Куманин. Ревком опубликовал декларацию о верности заветам Сунь Ятсена и задаче создания новой революционной базы в провинции Гуандун и подготовки нового Северного похода для борьбы с «новыми милитаристами».

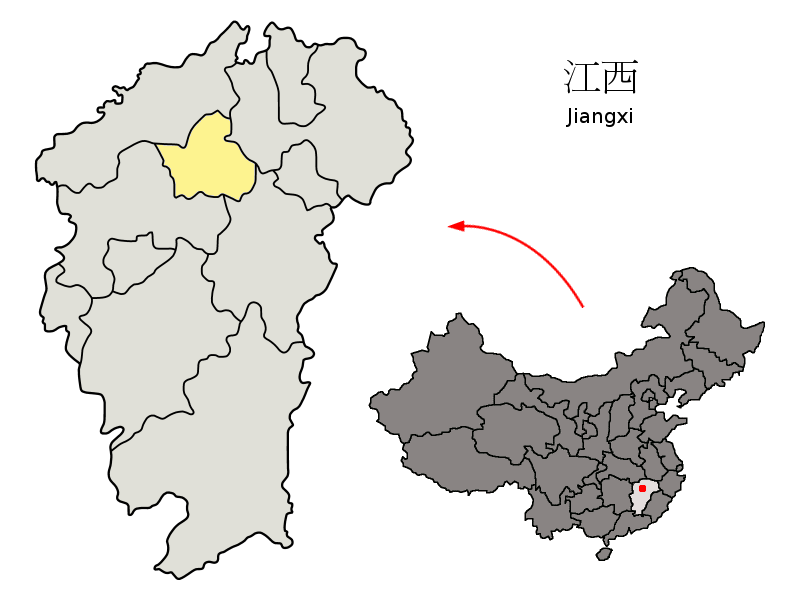
Положение Наньчана на карте Китая

Для подавления восстания к Наньчану были стянуты крупные силы регулярных войск. 3—5 августа 1927 года восставшие части (около 15 тысяч человек, командующий Хэ Лун, начальник штаба Лю Бочэн) покинули Наньчан и двинулись на юг с целью организовать революционную базу в провинции Гуандун. В районе Чаочжоу—Шаньтоу восставшие намеревались получить помощь от СССР, а затем начать Второй Северный поход.
В районе Саньхэба 4 000 восставших под командованием Чжу Дэ остались для прикрытия основных сил, а большая часть продвинулась на юг по реке Ханьцзян на Чаочжу—Шаньтоу.
После 50-дневного марша через восточный Цзянси и западный Фуцзянь 29—30 сентября в районе Шаньтоу восставшие войска подверглись нападению превосходящих сил партии Гоминьдан. Обладая ложными разведданными о революционных выступлениях в городе, где к тому времени были сосредоточены крупные силы противника, основные силы восставших были разбиты. Часть повстанцев (около 1 000 бойцов во главе с Е Тином) пробилась на территорию Хайлуфэнской республики, другая (около 2 000 бойцов под командованием Чжу Дэ, а также Линь Бяо и присоединившиеся к ним 8 000 крестьян-повстанцев из южной Хунани) в апреле 1928 года прибыла в горы Цзинган, где, объединившись с отрядом Мао Цзэдуна, бежавшим сюда после неудавшегося восстания осеннего урожая в провинции Хунань. Впоследствии Чжу и Мао основали революционную базу Цзинганшань.
Мао Цзэдун не участвовал в планировании и реализации восстания. Он предложил организовать крестьянскую армию, чтобы прийти на помощь Хэ Луну, что было отвергнуто партийным руководством как нереальное. Тот факт, что Мао не имел никакого отношения к этому восстанию, впоследствии оказался для него преимуществом, поскольку его нельзя было обвинить в каких-либо ошибках в этом отношении, но в этом обвиняли многих других политиков партии.

## Историческое значение

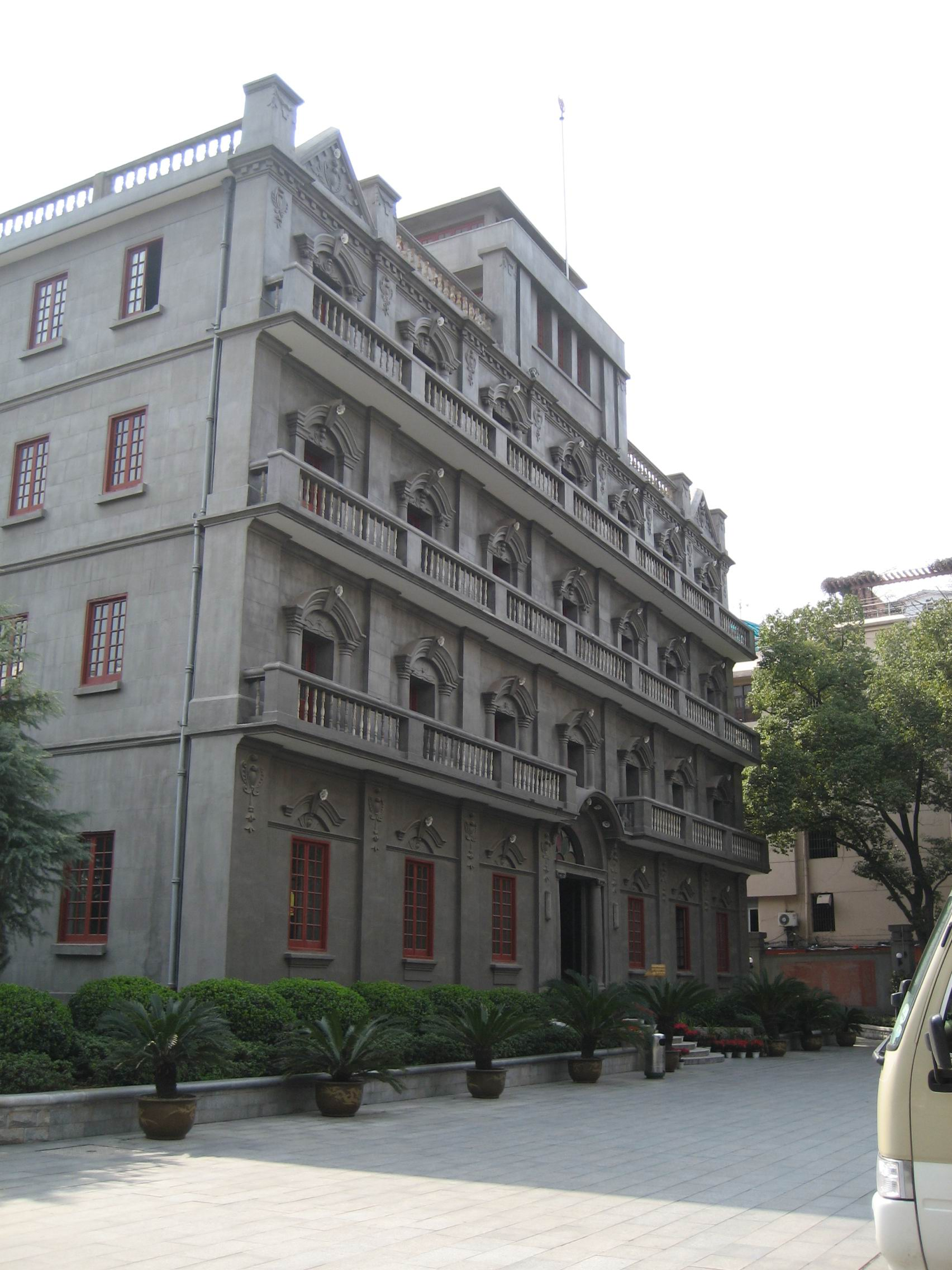
Музей Наньчанского восстания

Восстание стало первым вооружённым выступлением китайских коммунистов, направленным против Гоминьдана. Оно положило начало созданию Красной армии Китая — вооружённых сил китайских коммунистов. В истории КНР восстание описывается как героический этап начала вооружённой борьбы против Гоминьдана. Впоследствии все основные руководители восстания (кроме Чжоу Эньлая и погибшего к тому времени Е Тина) получили звание Маршала КНР.
1 августа 1927 года отмечается в КНР как день рождения Народно-освободительной армии Китая (НОАК).
1 октября 1959 года в бывшем штабе восстания был официально открыт Музей Наньчанского восстания 1 августа.
В 1956 году в КНР был учрежден орден Первого августа — в память о Наньчанском восстании.